# Notolabrus
Genre
Notolabrus est un genre de poissons téléostéens (Teleostei) de la famille des Labridae.

## Liste d'espèces
Selon World Register of Marine Species (6 mai 2014), ITIS (6 mai 2014) et FishBase (6 mai 2014) :
- Notolabrus celidotus (Bloch & Schneider, 1801)
- Notolabrus cinctus (Hutton, 1877)
- Notolabrus fucicola (Richardson, 1840)
- Notolabrus gymnogenis (Günther, 1862)
- Notolabrus inscriptus (Richardson, 1848)
- Notolabrus parilus (Richardson, 1850)
- Notolabrus tetricus (Richardson, 1840)

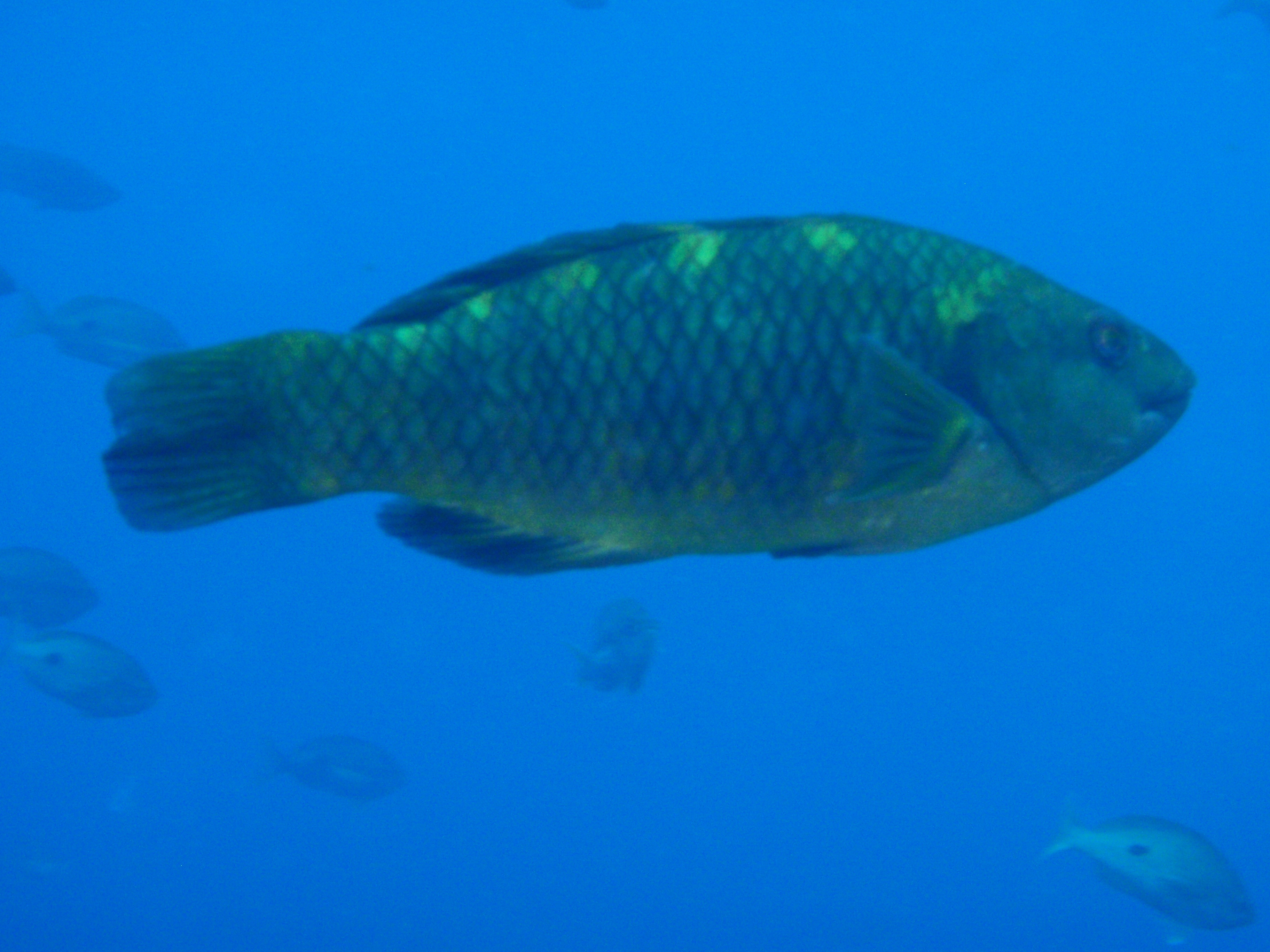
Notolabrus fucicola
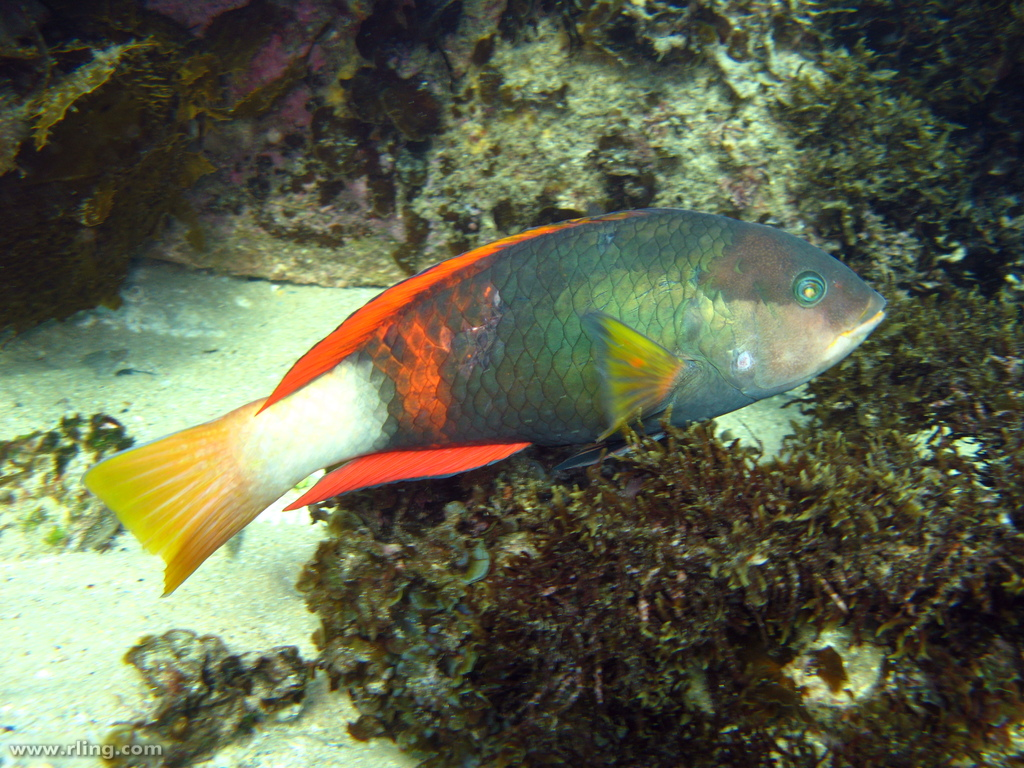
Notolabrus gymnogenis (mâle)
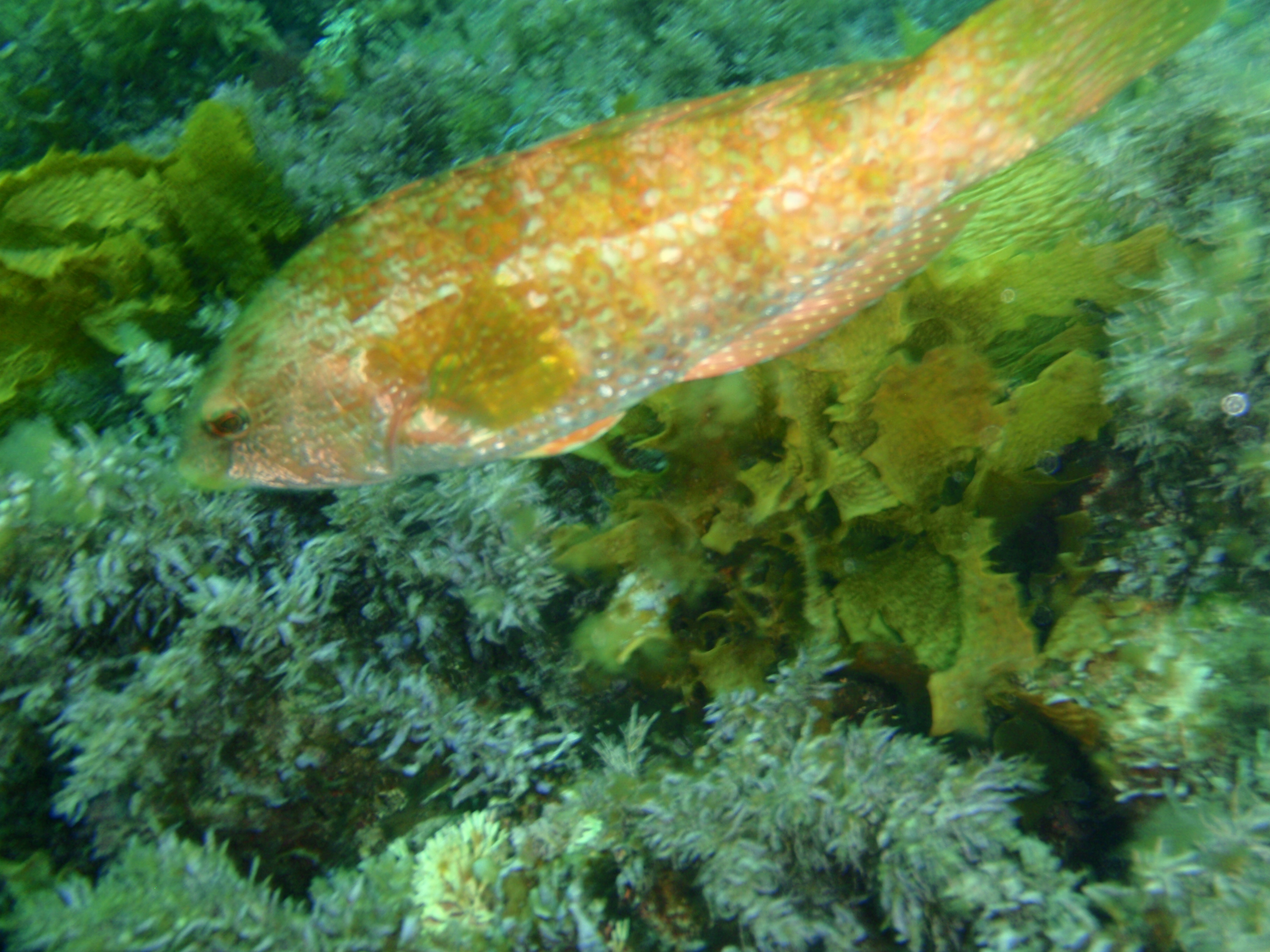
Notolabrus parilus
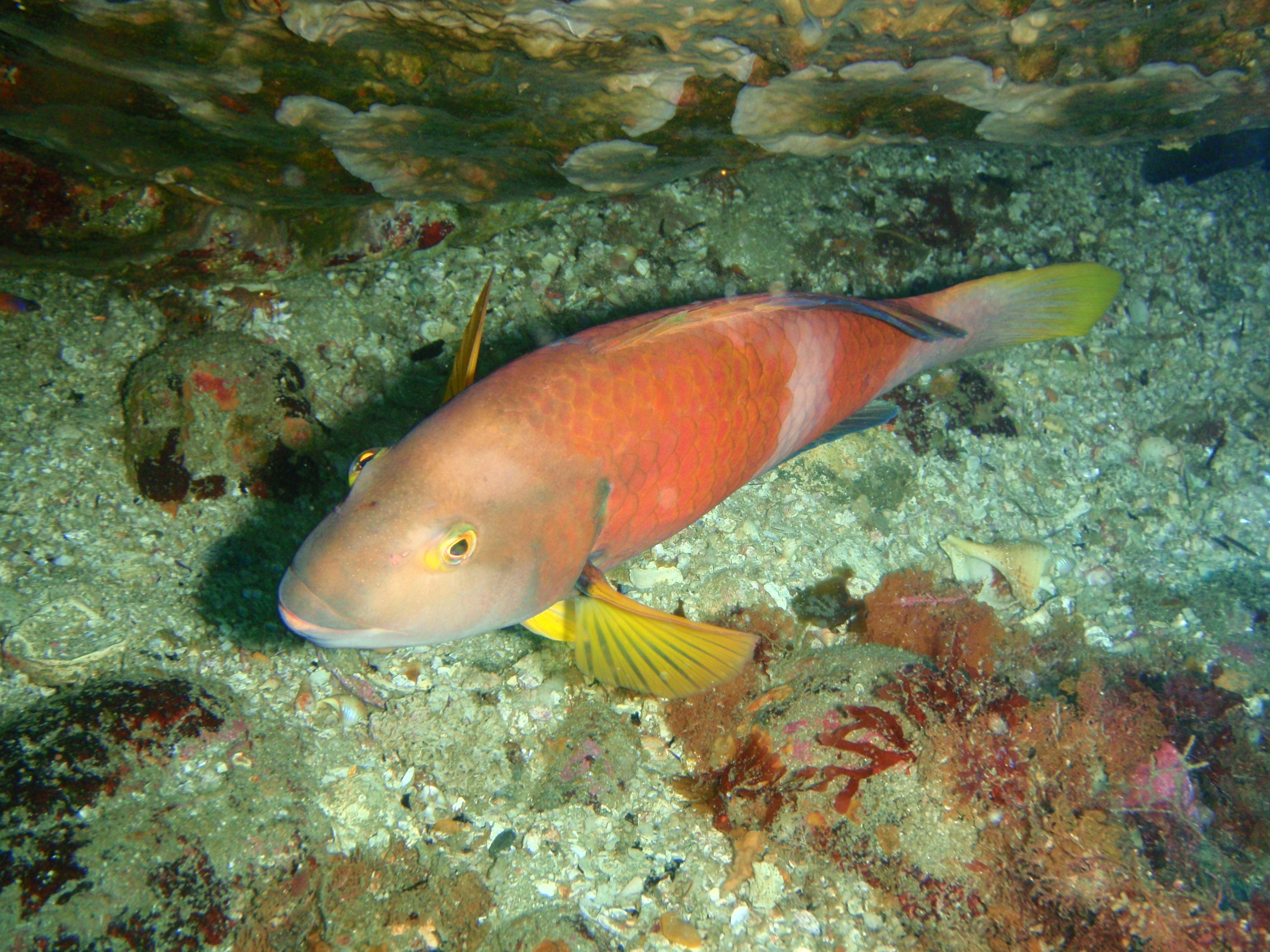
Notolabrus tetricus